# ELEMENTS
《ELEMENTS》是日本重金屬樂團Ave Mujica的第二張EP，於2024年10月2日由Bushiroad Music發行。
EP共收錄五首曲目，總長度為21分46秒。EP發佈後，在日本Oricon公佈的各專輯銷量榜以及日本告示牌熱門專輯榜中均有上榜。

## 創作與發行
2024年7月7日，官方宣布將於同年10月發行EP《ELEMENTS》。消息於樂團第二場現場演唱會「Quaerere Lumina」當日公開。EP於同年10月2日正式發行。歌詞由日本嘻哈團體SOUL'd OUT前成員Diggy-MO'創作。
《ELEMENTS》於東京STUDIO MECH、Sound City及SUPA LOVE STUDIO錄製，混音則於東京涉谷的FENNEL STUDIO進行。EP由緒方航貴製作，母帶後期處理由滝口博達於其個人母帶工作室完成。
《ELEMENTS》分為普通版與限量版發行，限量版附贈收錄第二場演唱會「Quaerere Lumina」全場影像的藍光光碟。

## 評價
Dead Rhetoric評論員卡塔琳娜·麥金（Katarina McGinn）稱讚EP《ELEMENTS》為吸引《BanG Dream!》社群及部分重金屬音樂聽眾的「強大跳板」。麥金指出，EP的音樂模糊了美感與憂鬱的界線，充滿吉他炫技與riff，並以合成器加以強化而非掩蓋。麥金認為《ELEMENTS》的發行時機極佳，因為以該團為主題的動畫《BanG Dream! Ave Mujica》即將於2025年初播出。她預測該團將迅速走紅，而《ELEMENTS》將印證這一點。

## 反響
《ELEMENTS》發行首週在日本實體銷量超過6,900張，專輯因此登上Oricon日本專輯銷量榜第5位。截至2024年10月底，該EP於日本的實體銷量已超過9,700張。
在日本告示牌熱門專輯榜中，《ELEMENTS》最高取得第7位，並於榜上停留4週。

### 排行榜
| 2024年排行榜             | 最佳名次 |
| ------------------------ | -------- |
| Oricon日本專輯銷量榜     | 5        |
| Oricon日本專輯合計銷量榜 | 9        |
| Oricon日本動畫專輯銷量榜 | 2        |
| Oricon日本搖滾專輯銷量榜 | 1        |
| 日本告示牌熱門專輯榜     | 7        |
| 日本告示牌最佳專輯銷售榜 | 5        |
| 日本告示牌下載專輯榜     | 64       |

## 曲目
| 《ELEMENTS》曲目 | 《ELEMENTS》曲目 | 《ELEMENTS》曲目        | 《ELEMENTS》曲目 | 《ELEMENTS》曲目 |
| 曲序             | 曲目             | 作曲                    | 編曲             | 时长             |
| ---------------- | ---------------- | ----------------------- | ---------------- | ---------------- |
| 1.               | Symbol I : △     | Diggy-MO' 長谷川大介    | 長谷川大介       | 5:12             |
| 2.               | Symbol II : 🜁    | Diggy-MO' 高橋涼        | 高橋涼           | 3:32             |
| 3.               | Symbol III : ▽   | Diggy-MO' Tomita Kazuki | Tomita Kazuki    | 4:16             |
| 4.               | Symbol IV : 🜃    | Diggy-MO' 長谷川大介    | 長谷川大介       | 3:59             |
| 5.               | Ether            | Diggy-MO' 長谷川大介    | 長谷川大介       | 4:45             |
| 总时长：         | 总时长：         | 总时长：                | 总时长：         | 21:46            |